# Cyber metal
El  cyber metal es un subgénero musical derivado del metal industrial que combina aspectos sonoros del speed metal, shoegazing y synthpunk con la influencia musical del hardcore melódico con los ritmos característicos del rock con los elementos musicales de la música moderna.
Este género tienen los muchos sonidos de la música electrónica y la música industrial que en reiteradas veces es acompañado en sus arreglos con bases que simulan efectos digitales de cortocircuito, la línea musical respeta mucho. Es la base de dream pop y wave etéreo en los efectos electrónicos en un acompañante en los sonidos muy melodícos, y un ingrediente más que hace aún más interesante este género, algunas bandas acuden a líneas más melódicas y otras se mantienen más en el post-metal, pero sin duda es el efecto de las bases el que lleva a estos grupos a diferenciarse ya que estos sonidos a pesar de ser bases complejizan la melodía y hasta el ritmo.

## Historia
El cyber metal apareció a mediados de la década de los años 1990 que gracias a las nuevas bandas que fusionaron el speed metal con la música electrónica y el punk rock, el noise rock en 1995. Esto mató a dos pájaros de un tiro desde que la popularidad alta del electro-industrial y el grunge se dispararon y al mismo tiempo el último. la neopsicodelia y el no wave, el proto-punk se convirtieron en los precursores del cyber metal. El cyber metal se ofreció en el rock industrial y EBM.
Desde entonces, el cyber metal se ha convertido en un subgénero más importante del metal industrial con mezclando la tendencia musical del speed metal con el lado mecánico, energético, progresivo y muy oscuro. Por lo tanto, el combo no ha abandonado su aspecto visual del rock industrial en favor de la música moderna, sino al igual que las cosas cibernéticas.
Después de la aparición de estos grupos y la aparición del speed metal durante el año 2000, siguiendo los pasos de Meshuggah, hubo varias tendencias en la ejecución del cyber metal, y esto, dependiendo de los grupos de inspiración, este último mencionado anteriormente. Además, algunos grupos no dudaron en mezclar cyber metal con metal experimental.

## Características
Este subgénero es sobre todo una forma del metal alternativo, incluso la música industrial que teniendo la distinción de ser experimental de sostener riffs agudos y fríos, un ritmo mecánico y a veces robótico, una canción demacrada, deshumanizada o incluso sintética y elementos electrónicos más o menos omnipresentes, que refuerzan no solo el aspecto futurista de la música sino también este sentimiento de deshumanización. Según ciertas tendencias, todo puede teñirse con EBM o incluso elementos techno, jugados con Herrschaft o Defcon.
Gracias a este conjunto musical, las atmósferas se vuelven aún más elevadas y permiten diferenciar el cyber metal de metal industrial o electro-industrial. los ambientes son más oscuros, más melancólicos y pesimistas, más apocalípticos, fríos y torturados. La adición de otros instrumentos como el piano o los violines puede reforzar este lado trágico y la decadencia irreversible de la humanidad.